# リンク (鉄道車両)
リンク（Pesa Link）はポーランド製造者PESAが製作する気動車である。車両の製造方式はモジュール化されて、製造社は車両の寸法や内部設備を購買者の要求に合わせることが可能である。車両は編成当たり一両から四両まで製作される。

## 仕様と技術的特徴

### 車体と主要機器
リンクシリーズの動力設備は鉄道会社の依頼および運行計画に関する要求条件に合わせて装着される。現在まで供給された車両にはMTUフリードリヒスハーフェン製ディーゼル機関が装着されて、そこで駆動装置の横にZF製EcoLife形式の変速装置が備えられている。単一編成車両は565 kW出力で促進される一方、二両編成車両の場合、ニ機のエンジンはそれぞれ390 kW等級で装着されている。三両編成車両の場合、565 kWと625 kW出力のエンジンが設置されている。全てのエンジンは排気カスに関する三級規定（Stage-IIIb-Abgasnorm）を満足して、車両を状況により160 km/hまで加速させる。一機のエンジンは台車の両軸へ動力を伝達する。車体の間に連接台車が付随台車として機能する。
リンク車両には3編成まで増結できる総括制御装置が装着されている。

### 車内設備

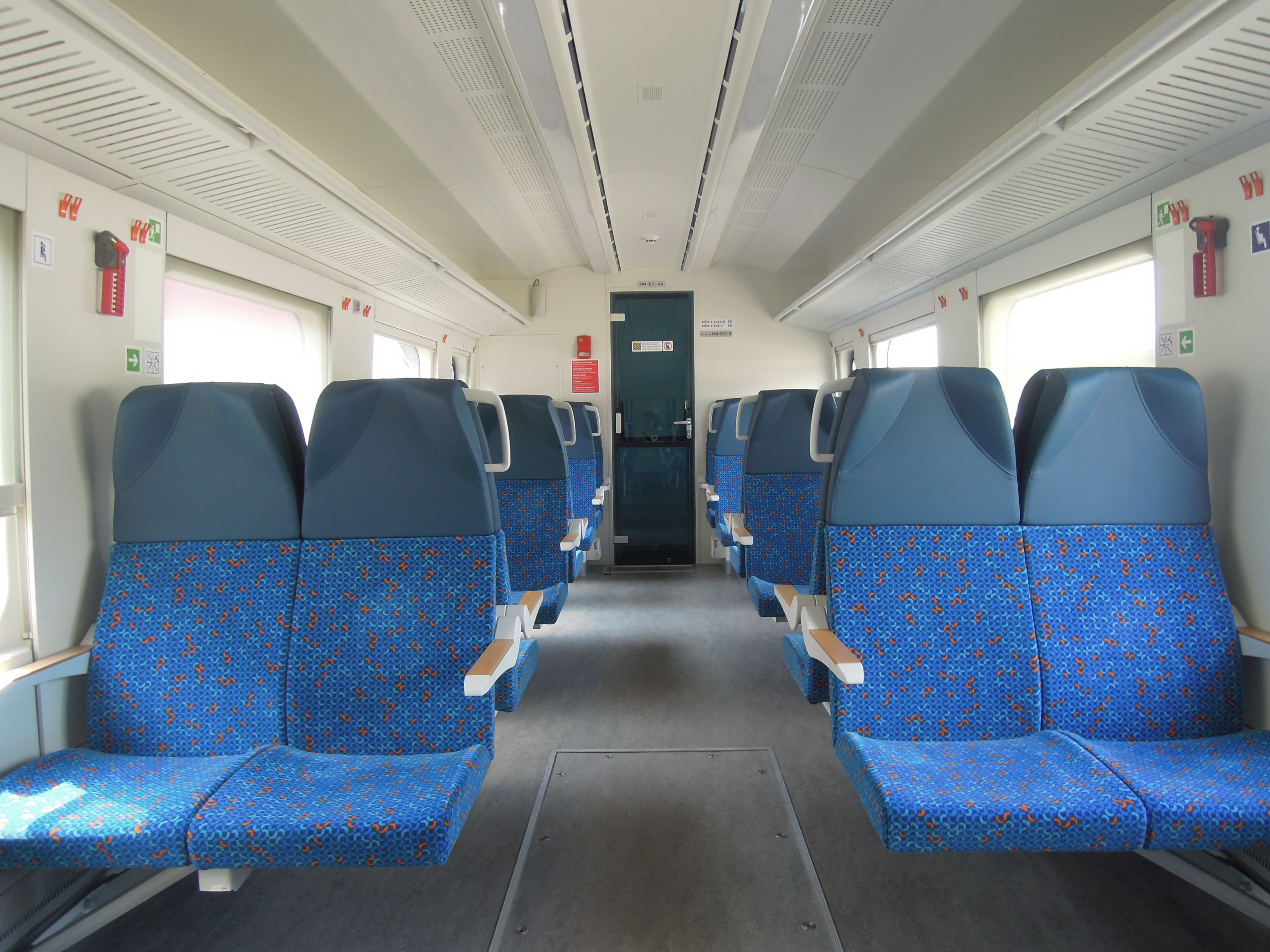
リンクの内部（ČD844形気動車）

車両の中間部は低床の方式で製作された一方、動力台車の上部にある客室空間は高い底で設計されている。底の高さは乗降場の高さにより可変的に合わせる高さで決まる。現在まで気動車はレールの上部から高さ600 mmおよび高さ800 mmの底で注文された。また車内配置は鉄道会社の要求条件により、多い部分で適合することが可能である。全ての車両で多目的空間、緩慢な勾配の車椅子用斜面、トイレが設置されている。車内では別のスピーカーが装着できて、目的地とその中間駅が盲人用案内放送から告げられる。設備の場所および編成長に従って、座席と定員の数えは様々である。